# Мадонна кармелитов (картина Моретто)
«Мадонна кармелитов» (итал. Madonna del Carmelo) — картина итальянского художника Моретто да Брешиа, живописца итальянского маньеризма брешианской школы, на которой изображена Мадонна в окружении ангелов и святых, а также членов орденов и братства кармелитов. Картина написана около 1522 года и представляет собой живопись темперой на холсте размером 272×298 см. В настоящее время хранится в Галерее Академии в Венеции.

## История
Первое упоминание картины в документах относится к 1820 году, когда её приобрёл Антонио Канова у семьи Оттобони в Риме, вместе со Штандартом Богоматери Милосердия с изображением Девы Марии со святыми с одной стороны и святых пророков Эноха и Илии с другой. Позднее в письме Канова, рассказывая о покупке, атрибутировал все три произведения живописцу Порденоне и указал, что они были написаны в Писсинкане, близ города Порденоне. Однако не исключено, что картина изначально принадлежала Братству кармелитов, действовавшему в Брешии с 1453 года при церкви Девы Марии горы Кармель. Историки искусства сравнивают это произведение с большим холстом работы Моретто у алтаря этого храма, о котором говорится в путеводителе Бернардино Фаино, изданном в 1630 году.
После смерти Кановы картины унаследовал его сводный брат Джованни Баттиста Сартори. Он поместил образ «Мадонны Мизерикордия» (Милосердия) в Кановианском храме, а картину «Мадонна кармелитов» предложил Галерее Академии в Венеции в обмен на работы, которые показались бы ему подходящими для алтаря церкви в Поссаньо. В 1827 году Галерея Академии обменяла два произведения Якопо Пальмы Младшего «Христос в саду» и «Мадонна во славе со святыми» на картину «Мадонна кармелитов», которую в то время приписывали Порденоне.
Атрибуция сохранялась до 1909 года, когда Клаудио Гамба первым заметил близость картины к индивидуальному стилю Моретто. Последовали комментарии и других искусствоведов, внимательно исследовавших произведения, приобретённые Антонио Кановой. В 1921 году Джузеппе Фьокко окончательно атрибутировал все произведения Моретто да Брешиа. Последующие исследования определили «Мадонну кармелитов» как важное произведение юношеского периода в творчестве живописца.

## Описание
На картине, выполненной, главным образом, в тёмных тонах с некоторыми светлыми вставками, изображена Дева Мария в покровительственной и одновременно величественной позе. На Ней большой чёрный мафорий, придерживаемый четырьмя ангелами по сторонам, который занимает всю ширину холста. Одета Дева Мария в чёрную тунику с коричневой лентой, завязанной на поясе, и белый плат на голове. Пояс и плат развеваются на ветру, который дует слева. У ног Богоматери, упирающихся в облака, изображены пятнадцать фигур. Они расположены в форме перевёрнутого треугольника, таким образом увеличивая значение Богоматери в центре. Две верхние фигуры, одетые в белое — святые; справа, с белой лилией в руке, Ангел Иерусалимский, слева Симеон Сток. Менее уверено идентифицируются другие персонажи, включая ребёнка. Предположительно все они являются членами гипотетического братства или семьи, заказавшей картину художнику. На дальнем плане картины изображено только голубое небо с полосками тёмных облаков, а в центре внизу расположен прямоугольный картуш с посвящением.